# STS-9
是历史上第九次航天飞机任务，也是哥伦比亚号的第六次太空飞行。

## 任务成员
- 约翰·杨（John W. Young，曾执行双子星3号、双子星10号、阿波罗10号、阿波罗16号、以及任务），指令长
- 布鲁斯特·肖（Brewster H. Shaw，曾执行、以及任务），飞行员
- 欧文·加里欧特（Owen Garriott，曾执行天空实验室3号以及任务），任务专家
- 罗伯特·帕克（Robert A. Parker，曾执行以及任务），任务专家
- 乌尔夫·默博尔德（Ulf Merbold，西德宇航员，曾执行、以及任务），有效载荷专家
- 拜伦·利希滕贝格（Byron K. Lichtenberg，曾执行以及任务），有效载荷专家

### 替补有效载荷专家
- 乌波·欧克斯（Wubbo Ockels，荷兰宇航员，曾执行任务）
- 迈克尔·兰普顿（Michael Lampton，曾执行任务）

## 任务背景
STS-9的7人机组是当时人数最多的载人航天任务，其中包括指令长John W. Young（第二次进入太空）; 飞行员 Brewster H. Shaw;任务专家 Owen Garriott 和 Robert A. Parker; 载荷专家 Byron K. Lichtenberg（来自麻省理工大学的科研者），Ulf Merbold（西德，第一位乘坐航天飞机的非美国籍宇航员）,他们是最早的两位乘坐航天飞机进入太空且不属于NASA的宇航员。在STS-9之前, 航天员科学家 Garriott 曾于1973年在天空实验室驻留56天. 指令长 John Young则是一名退伍兵, 这是他18年宇航员生涯中第六次也是最后一次太空飞行，在这次任务之前他曾经执行过阿波罗号以及水星任务，他是当时经验最为丰富的一名宇航员。 Young曾经在STS-1哥伦比亚号航天飞机首飞任务中担任指令长，他是第一个两次搭乘同一航天器进入太空的宇航员，这次任务是唯一一次，两位具有退伍兵背景，且在航天飞机出现前就曾执行任务的宇航员一同进入太空。
这次任务搭载了一个名为 Spacelab 1的加压舱段，这是由NASA与ESA，专门为在太空进行复杂的科学研究而联手设计的。两位任务及载荷专家将会在这里工作同时与地面人员协调；Spacelab部分的预算由ESA提供。

## 航前准备
在哥伦比亚号于1982年11月完成STS-5任务之后，该航天飞机就开始接受针对STS-9的适应性改造。 多数改动都是针对Spacelab 1进行的, 比如连接Spacelab与轨道器的气闸舱的加压通道，加装床位以适应6人组飞行。 哥伦比亚号也同挑战者号更换了经过改进的主发动机（RS-25 SSME）, 这些发动机可以以104%的额定推力工作， 换下来的主发动机则经过翻新，安装到了当时在建的亚特兰蒂斯号上。燃料电池的氢氧燃料槽容量也得到了提升，额外加装的Ku波段天线使得航天飞机可以与跟踪与数据中继卫星通信（TDRS）

## 任务概要

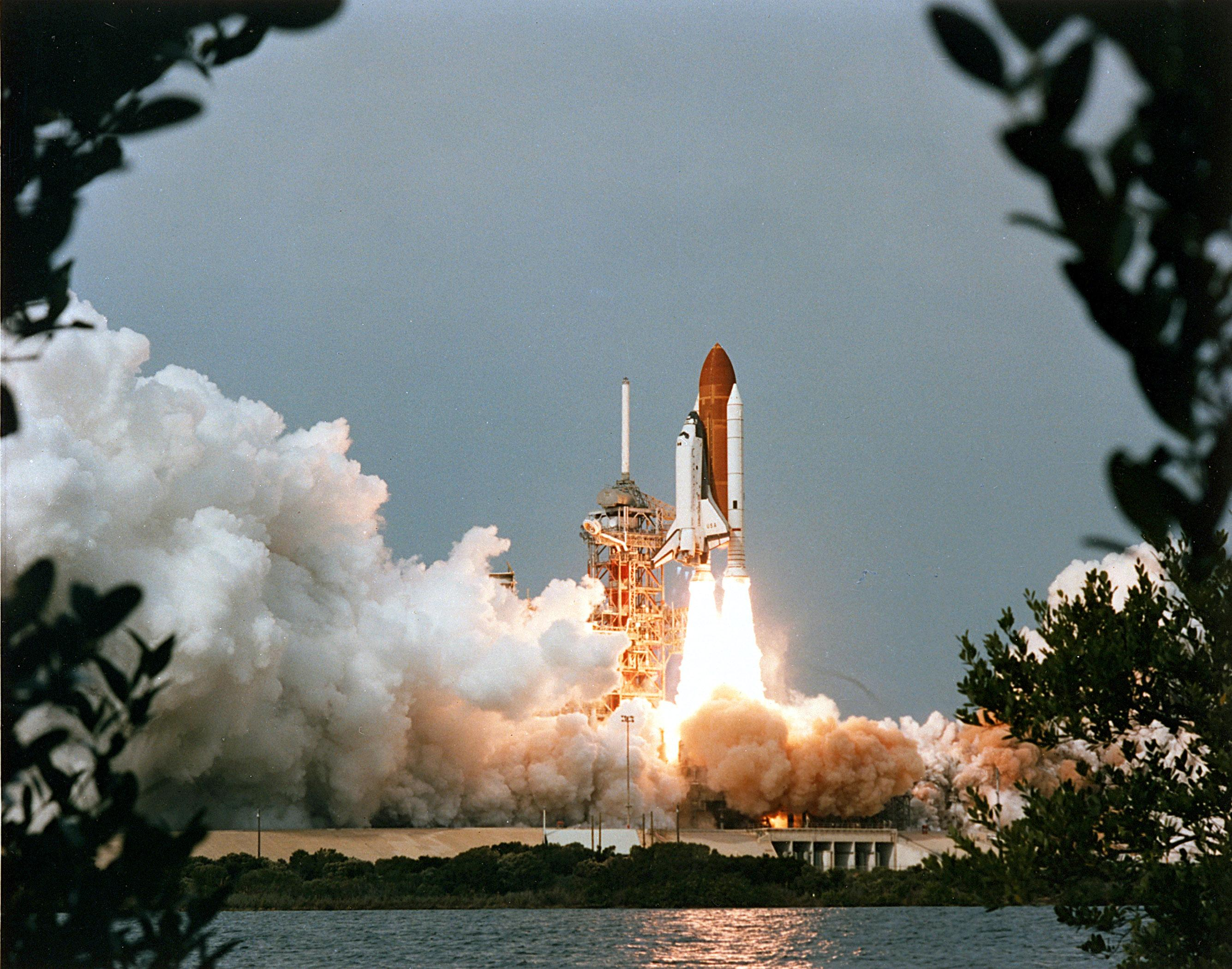
STS-9 哥伦比亚号于1983年11月28日上午11时从肯尼迪航天中心起飞

STS-9 哥伦比亚号于1983年11月28日上午11时从肯尼迪航天中心起飞。
本次任务的乘组被分成两个小组，每一个小组工作12小时随后换班。 本次任务的乘组被分成红蓝两队，每一个小组工作12小时随后换班。红队成员为约翰·杨、罗伯特·帕克以及乌尔夫·默博尔德。布鲁斯特·肖、欧文·加里欧特和拜伦·利希滕贝格为蓝队成员。约翰·杨和布鲁斯特·肖在驾驶舱值守，其余的成员在加装的实验室中工作。
任务期间总共进行了72个试验, 其中包括了大气学、等离子物理、天文、太阳物理学、航天生物学、地球观测以及材料科学方面的试验。事实上，此次任务成果之丰硕以至于任务被额外延长了10天，成为了当时航天飞机在轨时间最长的一次任务。欧文·加里欧特还在此次任务期间进行了业余无线电通信，此举还让业余无线电在后续任务中承担公众教育方面任务，甚至在必要时作为备用的对地通信手段。
太空实验室任务非常的成功，这次任务证明了使用非NASA人员作为载荷专家的可行性。TRDS-1跟踪与数据中继卫星也如预期一样工作，使得与载荷控制中心的高通量通信成为可能。
在轨道器再入前4小时，调整姿态期间，一台飞行控制电脑在姿控发动机（RCS）工作期间发生了系统崩溃，第二台也在不久之后以相同的方式失效，但被成功重启。 约翰·杨决定推迟降落，他事后表示: "如果我们没有启用备用的飞控软件，那么航天飞机就有可能坠毁，机上的乘员也会随之殒命。" 事后分析表明，通用飞行计算机（GPC）之所以失效，是因为CPU的焊点在RCS工作期间发生了脱落并发生了短路   而装载了备用飞控软件的计算机因为焊接方式不同没有其他几台计算机的瑕疵，故得以被第一时间的启用。
哥伦比亚号于1973年12月8日15时47分在爱德华兹空军基地17号跑道降落，此次任务共绕行地球166圈，总飞行里程达到 4.3 × 106英里（6.9 × 106）。在降落前，轨道器的两台辅助动力单元（APU）因为肼类燃料泄露发生起火，但轨道器平安降落。哥伦比亚号于同月15日被运回肯尼迪航天中心，APU故障是在其起火烧穿飞船外层之后才被发现。 哥伦比亚号在这之后接受了大量的改造以在技术指标上追上更新的挑战者号以及在建的发现号、亚特兰蒂斯号。因此，哥伦比亚号在1984、1985年期间没有任何飞行任务。
1. ↑   (PDF). NASA.   [April 26, 2013]. （原始内容存档 (PDF)于2021-12-01）.
2. ↑  .   [2021-12-10]. （原始内容存档于2021-12-01）.